# シチリア晩祷戦争
シチリア晩祷戦争（シチリアばんとうせんそう）は、1282年のシャルル・ダンジューに対する「シチリアの晩祷」に始まり、1302年のカルタベッロッタの和平で終わった中世ヨーロッパの戦争。争いは、ローマ教皇より支援を受けたアンジュー家の王位請求者であるシャルル・ダンジューとその息子シャルル2世、フランスのフィリップ3世大胆王並びにその関係者と、ペドロ3世大王をはじめとするアラゴン王家（バルセロナ家）との間で、シチリア、カタルーニャ（アラゴン十字軍）並びに地中海を舞台にして繰り広げられた。

## 背景
シチリアは、12世紀初頭にルッジェーロ2世がイタリア本土の豪族を撃破し、ローマ教皇からシチリア王位を授けられて以来、南イタリアをも含んだシチリア王国の一部を成していた。その統治は神聖ローマ皇帝を兼ねたフェデリーコ（フリードリヒ2世）によって引き継がれたものの、その庶子であるマンフレーディは1266年に、アンジュー伯シャルル（シャルル1世、シャルル・ダンジュー）率いるフランスの侵略を受けて追われた。フランス人による統治はすぐに、抑圧的で残酷な要素を帯びるようになった。
復活最後の月曜日である1282年3月30日、パレルモ郊外に位置する聖霊教会 (it) にて夕べの祈り（晩課）の際に、シチリア人女性がフランス人男性から嫌がらせを受けた。嫌がらせの内実がいかなるものだったのか、そのシチリア人女性とフランス人男性が誰だったかについては、報告によって異なる。
このたった一つの出来事がきっかけで、その後6週間にわたって続くことになる、4000人にも上るフランス人大量虐殺に至った。この惨劇は、シチリア国王となっていたシャルル・ダンジューとその配下のフランス人による、現地のシチリア人に対する虐政（特にシャルル自身がシチリアを不在にした時に顕著であった）の産物であった。わずかに数人の役人がその目立った善政により命を救われ、シャルルはメッシーナを維持することが出来た。しかし、教皇代理オルレアンのエルベールの外交上の失敗により, 4月28日にメッシーナで反乱が起きた。エルベールはマテグリフォンの城に退き、港に繋がれていた十字軍の艦隊は焼き払われた。
アラゴンのペドロ3世大王は自身の妃コンスタンサの権利を通してマンフレーディの後継者であり、イタリアの医師であるジョヴァンニ・ダ・プロチーダがその代理人として行動していた。ジョヴァンニはマンフレーディに対して忠実に仕えており、タリアコッツォの戦いでシャルルの支配が確定するとアラゴンに亡命した。ジョヴァンニはシチリアへ赴くと、ペドロが有利になるよう不満を煽り立て、それからコンスタンティノープルに赴いて東ローマ帝国の皇帝ミカエル8世パレオロゴスからの支援の確約を取り付けた。ミカエル8世はローマ教皇の許可なしでペドロを支援することに対して拒否を示したことから、ジョヴァンニはローマに赴いて、シャルルがメッツォジョールノで台頭することを恐れる教皇ニコラウス3世からの同意を得た。ジョヴァンニはそれからバルセロナに戻ったが、ニコラウス3世は間もなく死去し、フランス人でシャルルの同盟者であったシモン・ド・ブリオンがマルティヌス4世として新教皇となった。

## アラゴン王国のイタリア侵攻

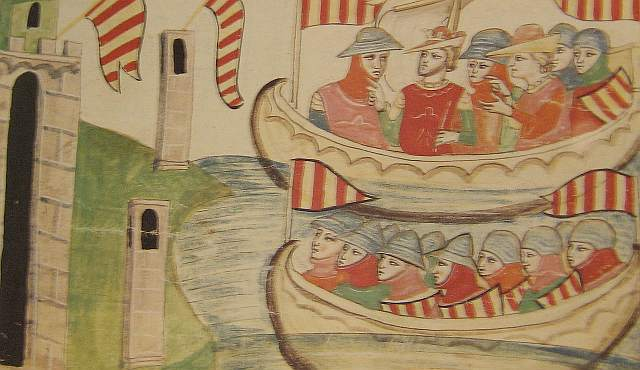
トラーパニに上陸するアラゴン国王ペドロ3世。

晩祷事件の後、シチリア人はすぐにペドロ3世のもとに赴いて統治権を譲渡した。ペドロ自らが指揮をとるアラゴン海軍は、現在のアルジェリア東部に位置するコッロに上陸し、そのもとにはシチリア人からの使節が送られてきた。ペドロはシチリア王位につくよう要請され、これを受け入れた。この時、教皇マルティヌス4世はシチリア人共同体を援助することを拒否し、シチリア人反乱者は北イタリアの皇帝派ともども教皇によって破門された。
十字軍への望みを捨てたシャルルは、カラブリアにおいて自軍を掻き集め、メッシーナ付近に上陸して包囲を開始した。晩祷事件から4ヶ月後にあたる1282年8月30日、ペドロがトラーパニに上陸して即座にパレルモへ進軍し、9月4日にシチリア人からの臣従の誓いを受けてその古くからの特権を認めた。わずかにパレルモ大司教の不在が戴冠の妨げになっただけであった。シャルルは既にメッシーナを包囲していたが、この時アラゴン軍は初めて彼と出会っている。10月末までにシャルルはシチリア島を立ち退くことを余儀なくされ、それ以来、支配権はイタリア半島本土に限定されることとなった。11月18日にマルティヌス4世はペドロを破門し、その王位を剥奪した。
ペドロ3世は自身の優位を強調し、1283年2月までにカラブリア海岸線の大部分を掌握した。絶望的感情に陥ったシャルルは、ペドロのもとに手紙を送って一騎討ちによる紛争の解決を求めた。ペドロはこれを承諾し、シャルルはフランスに帰国して決闘の同意を取り付けた。両王は6人の騎士を選り抜いて、決闘の場所と日付を取り付けた。決闘はボルドーにて1月1日に行われることとなった。双方共に100人の騎士が同行し、イングランド国王エドワード1世が審判役を務めることとなったが、エドワードは教皇に注意して決闘にかかわりを持つことを拒絶している。ペドロはジョヴァンニ・ダ・プロチーダを自身の代理としてシチリアに残し、アラゴン経由でボルドーへ戻ったが、その際にフランスによる待ち伏せの疑いを避けるため、変装して同都市に入城している。ペドロには護衛がいなかったので、非常に危険な状態でアラゴンに帰った。
ペドロとシャルルが決闘による決着を追い求めている間に、カタルーニャの海軍提督であるルッジェーロ・ディ・ラウリアはペドロの代理としてイタリアで戦闘を継続していた。ルッジェーロはカラブリア海岸沿いを略奪して、その巨大な海軍の存在感を維持し続けた。シャルル1世はボルドーを去ってプロヴァンス伯領に赴き、同地から艦隊を、当時のイタリアにおける自身の王国の首都かつ王朝の支柱となるナポリへ派遣した。ルッジェーロはマルタを占領し、同島近くのマルタの戦いでアンジュー伯＝プロヴァンス伯艦隊を撃破した。それからナポリ港外においてシャルル1世の息子で王位継承者であるサレルノ公シャルル（2世）と引き分けている。ルッジェーロは完全に遠洋に針路をとって、* ナポリ湾の海戦でアンジュー海軍を完膚なきまでに破壊した。ルッジェーロはメッシーナにおいてサレルノ公を捕虜とし、42の艦船を拿捕している。シャルル1世はこの時イタリアに到着していたが、それからすぐ後の1285年に死去した。シャルル1世の後継者であるサレルノ公は虜囚の身であり、他方ペドロ3世もアラゴン十字軍という新たな脅威に対処しなければならなくなったことから、イタリアにおける争いは両陣営の主導者が不在のまま継続することとなった。

## アラゴン十字軍
1284年にマルティヌス4世は、シャルル1世の甥フィリップ3世大胆王の四男ヴァロワ伯シャルルにアラゴン王国を授けた。この教皇が是認した戦争、すなわち十字軍のことを歴史家のH. J. Chaytor は「ことによるとカペー家の王権によって企てられた最も不正かつ不必要、そして悲惨な目論見である」と叙述している。ルッジェーロがいまだ、ペドロ3世が獲得したシチリアを確固たるものにしていた頃、ペドロ自身はシャルル1世と決闘するために密かにフランスに入ったものの、失敗したことからアラゴンに帰国し、シャルルの方は再びイタリアに入って同地で死去している。
ペドロ3世は、フランスがアラゴン侵攻を準備していた間、自国の不安な情勢に対処していた。ペドロはアルバラシンを反逆貴族フアン・ヌニェス1世・デ・ララから奪回し、カスティーリャのサンチョ4世勇敢王と新たに同盟し、フィリップ3世の次男のナバラ国王フィリップによる正面攻撃を防ぐのを試みるため、トゥデラを攻撃した 。
1283年にペドロ3世の弟であるマヨルカ国王ジャウメ2世はフランス側に加勢して、そのモンペリエ全土の領有権を認めてバレアレス諸島及びルサリョ（ルシヨン）を自由に航行出来るようにした。同時にジャウメ2世は、ルサリョ伯領を継承していたことから、フランスとアラゴンの間に立っていたのである。ペドロ3世はジャウメ2世が若いという理由でその継承に反対したことから、この種の十字軍という形での対抗という顛末を迎えることになった。1284年にフィリップ3世、ヴァロワ伯親子率いる最初の十字軍がルシヨンに入った。その内訳は、16,000人の騎兵、17,000人の弩弓兵、100,000人の歩兵、及び南フランス港の100艘の艦船であった。フランス軍がジャウメ2世を支援したにもかかわらず、現地民はその軍に対して反旗を翻した。エルヌは「ルシヨンの私生児」（bâtard de Roussillon）と呼ばれたヌノ・サンチェス（ca, 1212年から1242年までルシヨン伯であった）の庶子によって果敢に守り抜かれたものの、最終的には屈服し、聖堂は焼き払われて、フランス軍は優位性を保ち続けた。
1285年にフィリップ自らがジローナ包囲を試みて、塹壕を巡らした。同都市は頑強に抵抗したにもかかわらず攻め落とされた。ヴァロワ伯はこの地で、王冠抜きでの戴冠を執り行った。フランス軍はすぐに退却したが、ルッジェーロの手によってイタリア戦域の戦闘に巻き込まれる羽目となった。フォルミゲスの戦いでフランス艦隊は敗北し、艦船は破壊された。その上、フランス軍の陣営は赤痢に襲われ、フィリップ3世自らが感染した。フランス王位継承者であるナバラ王フィリップは、一族がピレネー山脈を自由に通行できるよう、ペドロ3世との交渉を開始した。しかしフランス軍は通行の申し出を受けなかったことから、コル・デ・パニサルスの戦いで完膚なきまでに叩きのめされた。フィリップ3世は、ペドロ3世の支配を恐れて亡命してきたジャウメ2世の都であったペルピニャンで没し、ナルボンヌに葬られた。
宿敵であるシャルル1世とフィリップ3世の死と同じ年の11月2日にペドロ3世も死去した。ペドロは臨終の際、自らの征服は自らの家名によるもので決して教会への反逆ではない、と宣告したことで罪の赦しを得た。1287年6月23日にナポリ付近でアンジュー家が敗北した伯爵の戦いから数年後の1291年に締結されたタラスコン条約により、ペドロ3世の後継者である新国王アルフォンソ3世は公式にアラゴンを回復し、教会からの破門を外された。

## ナポリ＝アラゴン対シチリア
タラスコンの和平により、アラゴンとの戦闘は終わったものの、それから1ヶ月とたたずアルフォンソ3世が死去したことは、わずかな影響を与えた。アルフォンソ3世の弟のシチリア国王ジャコモ1世がハイメ2世としてアラゴンを相続したことで、二つの王国は統一された。1295年にハイメ2世はアナーニ条約に調印し、それに従う形でシチリアを教皇領に寄進して、時の教皇ボニファティウス8世はそれをシャルル1世の息子シャルル2世に授けた。しかし、ペドロ3世の三男でシチリア摂政であったフェデリーコ2世は条約の黙認を拒絶し、シチリア人によって彼らの国王と宣告された。かくしてアラゴン＝シチリアのフェデリーコ2世と、アンジュー＝ナポリのシャルル2世との間で新たなる戦闘が起きた。
しかし条約では、戦闘の際にハイメ2世にはシャルル2世に助力することが義務付けられていたことから、ハイメ2世はこれに従う形でカタルーニャから艦隊を送り込み、シチリア沿岸を襲撃してフェデリーコ2世を悩ませた。フェデリーコは即座に攻撃態勢をとって、1296年にカラブリアに侵攻した。幾つかの塔を包囲し、ナポリの反乱を扇動してトスカーナやロンバルディアの皇帝派と交渉し、教皇に対抗するコロンナ家を援助した。
ハイメ2世は1295年に締結された条約の遂行と、和平の実現に非常に熱心であった。かくしてハイメは、父に仕えた有能な人物であるジョヴァンニとルッジェーロを支援した。1299年7月4日にハイメはルッジェーロを伴い、自ら艦隊を指揮してオルランド岬の海戦においてフェデリーコを撃破した。他方、シャルル2世の息子でハイメ2世の娘ビオランテと結婚したロベルト1世賢明王とターラント公フィリッポ1世は、シチリアに上陸してカターニアを占領した。フィリッポはトラーパニの包囲に移ったものの、フラコナラの戦いでフェデリーコに敗北して捕虜となった。カラブリアにおいて、フェデリーコ2世は自身の継承権を高めた。1300年6月14日にルッジェーロはポンサの戦いでシチリア軍を撃破し、フェデリーコを捕虜とした。
1302年にヴァロワ伯は、教皇ボニファティウス8世の命によりローマへ赴いた後、シチリアに上陸したものの、その軍勢が疫病によって損害を被ったことから、和平を訴えることを余儀なくされた。8月19日にカルタベッロッタの和平が結ばれ、フェデリーコ2世は「トリナクリア (it) 国王」の称号を帯びたシチリア島全土の王として、シャルル2世は「シチリア国王」の称号（多くの歴史家はその置かれた都から「ナポリ国王」と呼び習わしている）を帯びる南イタリア全土の王として、それぞれ認められた。1303年5月に教皇が条約に批准し、フェデリーコ2世は彼に貢税を払った。また、フェデリーコ2世とシャルル2世の娘エレオノーラの結婚が執り行われた。

## 資料

### 一次資料
The Rebellamentu di Sichilia, a Sicilian tract of 1290, is available online in two editions:
- Lu rebellamentu di Sichilia. Codice della Biblioteca regionale di Palermo. Edited by Filippo Evola (1882).
- Le vespro siciliano. Cronaca siciliana anonima intitolata Lu rebellamentu di Sichilia, codice esistente nell' Archivio municipale di Catania. Edited by Pasquale Castorina (1882).

The Vinuta di lu re Iapicu in Catania, another Sicilian history, by Atanasiu di Iaci, is available online:
- Romanzo siculo del 1287. Edited by Bernardino Biondelli (1856).

### 二次資料
- Runciman, Steven. The Sicilian Vespers. 1958. ISBN 0-521-43774-1
- Bruni, Leonardo. History of the Florentine People. 1416. ISBN 0-674-00506-6 (Harvard, 2001)
- Abulafia, David. The Western Mediterranean Kingdoms, 1200-1500. 1997. ISBN 0-582-07820-2
- Chaytor, H. J. A History of Aragon and Catalonia. 1933.
- Ramon Muntaner, Chronicle, tr. Lady Goodenough (available in PDF format).